# Sleep Walk
«Sleep Walk» es una canción de rock instrumental compuesta y publicada en 1959 por el dúo estadounidense Santo & Johnny. La canción fue grabada en el estudio Trinity Music de Manhattan, Nueva York y figuró en la lista Billboard Top 40 el 17 de agosto de 1959. Escaló a la primera posición durante las dos últimas semanas de septiembre y permaneció en el top hasta el 9 de noviembre. Alcanzó además la cuarta posición en la lista de R&B. Fue la última canción instrumental en alcanzar el primer lugar en la década de 1950 y le valió un disco de oro al dúo intérprete. En el Reino Unido alcanzó la posición número 22 en las listas de éxitos.

## Fondo y grabación
Cuando eran niños, tanto Santo como Johnny Farina, fueron alentados por su padre, Tony, a aprender a tocar la guitarra steel y componer la propia música. Esta música se grabaría en un magnetófono Webcor que su padre le había comprado. Incapaces de conciliar el sueño una noche después de un concierto, los hermanos Farina decidieron componer algo de música usando el magnetófono para grabar primero las armonías de lo que se convertiría en «Sleep Walk». Después de agregar y finalizar la melodía de la guitarra steel, Johnny Farina creía que tenían una pieza exitosa, por lo que pasó un año y medio hablando con varios editores de música sobre la posibilidad de grabar profesionalmente «Sleep Walk».
La demostración de «Sleep Walk» causó una impresión positiva en Ed Burton de Trinity Music. Después de finalmente firmar con Canadian-American Records, los hermanos grabaron «Sleep Walk» en Trinity Music usando una Fender Stringmaster de triple mástil en la grabación.

## Publicación
«Sleep Walk» entró en la Billboard Hot 100 el 27 de julio de 1959. Anunciado en la radio por DJ Alan Freed, el instrumental ganó popularidad hasta convertirse en el sencillo número 1 durante las últimas dos semanas de septiembre del mismo año. Después de perder la posición ante la grabación de Bobby Darin de «Mack the Knife», permaneció en la Top 40 de Billboard hasta noviembre de 1959.

## Personal
- Santo Farina – guitarra steel
- Johnny Farina – guitarra rítmica
- Mike Dee – batería

## Listas de éxitos

### Semanales
| Lista (1959)                       | Posición alta |
| ---------------------------------- | ------------- |
| Reino Unido (UK Singles)           | 22            |
| Australia (Kent Music Report)      | 10            |
| Canadá (CHUM Chart)                | 3             |
| Italia (FIMI)                      | 3             |
| Estados Unidos (Billboard Hot 100) | 1             |

### All-time
| Lista (1958-2018)                  | Posición |
| ---------------------------------- | -------- |
| Estados Unidos (Billboard Hot 100) | 563      |

## Versiones y usos en películas
El grupo británico The Shadows grabó la canción para su álbum homónimo de 1961. La grabación de The Brian Setzer Orchestra de «Sleep Walk» recibió un premio Grammy a la mejor interpretación instrumental pop en 1998. «Sleep Walk» fue la principal inspiración del fundador de Fleetwood Mac, Peter Green, para su instrumental de 1968 Albatross, que se convirtió en un éxito mundial.
Larry Carlton grabó la canción para su álbum de 1982 Sleepwalk. El tema fue incluido en las bandas sonoras de muchas películas como:
- La bamba (1987), sobre la vida y obra del músico de rock and roll chicano Ritchie Valens;[10]
- Mermaids (1990);
- Sleepwalkers (1992);
- Doce monos (1995);
- Shine (1996), sobre la vida y obra del pianista australiano David Helfgott;
- Los ángeles de Charlie: Al límite (2003);
- The Conjuring (2013), con la versión cantada por Betsy Brye;[11]
- Legend (2015);
- El irlandés (2019).

La canción «Sleepwalking (Couples Only Dance Prom Night)» de la banda Modest Mouse, de su EP Interstate 8 de 1996, se inspiró en la melodía de «Sleep Walk». Deftones incluyó el tema en su álbum de 2011 Covers. Músicos como Joe Satriani y Jeff Beck han interpretado la canción en sus presentaciones en vivo.